# Основна мнемонічна система

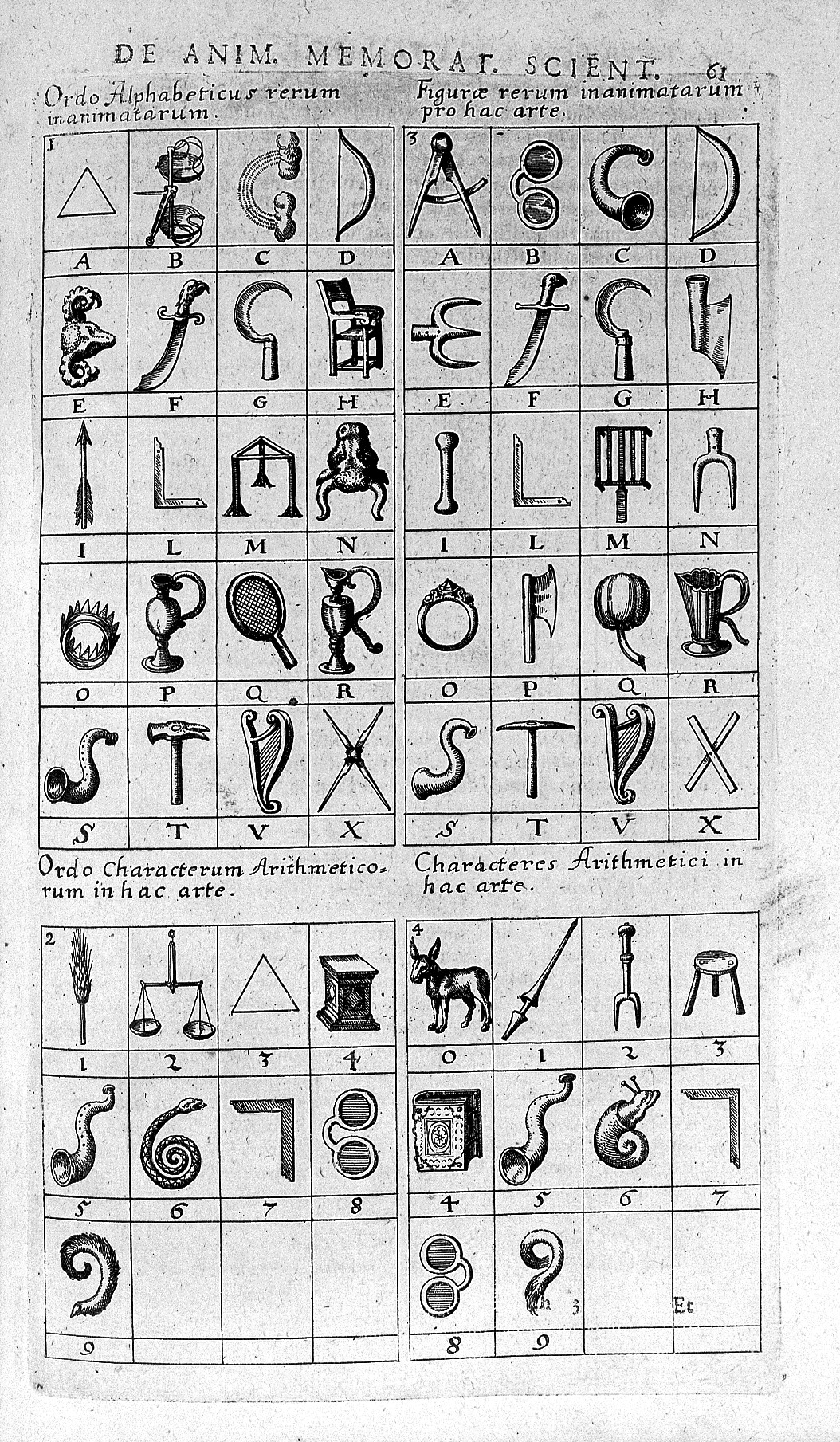
Ілюстрація з книги «Мистецтво пам'яті» Ф.Єйтс

Основна мнемонічна система (або фонетична система числення) — це мнемонічна техніка, яка допомагає запам'ятовувати числа.
Цей метод полягає у перетворенні цифр у приголосні, з яких потім підбираються слова. Система працює за принципом, що образи слів запам'ятовуються легше та сильніше, ніж цифри, які потім легше пригадуються. Знаючи відповідність приголосних букв та цифр можна відтворити закодоване число.

### Проста система
Уява та пам’ять найкраще оперують з реальними предметами ніж з цифрами. Найпростіший підхід полягає у знаходженні образу який графічно відображатиме цифру:
| 0 — кільце/обруч | 1 — стріла/палиця | 2 — лебідь | 3 — пташка   | 4/Ч — стільчик/рогатка |
| ---------------- | ----------------- | ---------- | ------------ | ---------------------- |
| 5 — серп         | 6 — замок-колодка | 7 — коса   | 8 — сніговик | 9 — гачок              |

Після визначення базового алфавіту, одиницею якого є цифра можна перетворити будь-яке число в послідовність символів, які подібні до єгипетських ієрогліфів. Тепер щоб запам'ятати, наприклад «335» — CCV код своєї картки, перетворюємо його в образний ряд «2 пташки - серп» і тепер створюємо асоціативний зв'язок за допомогою вигаданої фантастичної історії, наприклад «дві ворони зацікавлено розглядають серп який забули на полі після жнив». Або уявляємо емблему з «птахами та серпом» і візуально розміщуємо її на задній стороні картки, код якої запам'ятовуємо. Чим сильніша та яскравіша візуалізація, тим легше буде пригадати сюжет та видобути з нього потрібне число.

### Цифро-Буквений Код (ЦБК)
Проста відповідність цифри та образу підходить для коротких чисел, але коли потрібно працювати з довгими послідовностями, то цей метод занадто громіздкий, тому що створення ланцюжків асоціацій для історії буде займати багато часу. Щоб пришвидшити процес запам'ятовування та пригадування, була створена фонетична система цифро-буквеного коду. Тепер замість слова-образу, кожній цифрі відповідатиме літера абетки, яка графічно подібна до самої цифри. За допомогою визначених правил, це дозволяє перетворювати числа в слова. Наприклад, кожній цифрі ставиться у відповідність одна або декілька приголосних букв з абетки мови. Оскільки кожна мова має свої найбільш поширені частоти використання певних літер, тому для полегшення підбору слів даються певні рекомендації в кожній мові. Наприклад, хоча цифра «3» візуально подібна до букви «З», але слів із приголосними що містять літеру «М» більше. Рекордсмен по запам'ятовуванню Олексій Бессонов радить саме такий алфавіт:
| 0 — С | 1 — Л | 2 — г | 3 — М | 4/Ч — Н |
| ----- | ----- | ----- | ----- | ------- |
| 5 — П | 6 — б | 7 — Т | 8 — В | 9 — д   |

Наприклад, для запам'ятовування номера телефону «99-078-04-53» потрібно цифри перетворити в літери — «дд-свт-сн-пм», потім підібрати слова, наприклад «дід-святий-сіно-пума», і вже тоді вигадати асоціативну історію.
Професійні мнемоністи використовують вже готові словники ЦБК які значно спрощують та пришвидшують процес запам'ятовування. Найпопулярніший словник двозначних чисел від 00 до 99, за допомогою якого, можна будь-яку послідовність чисел розбити на двозначні числа яким відповідатимуть наперед визначені слова. В цьому випадку в словах що мають більш як два склади, врахуються лише перші дві приголосні, по яких відтворюють двозначний код, всі інші пропускаються. Також використовують словник із тризначними числами від 000 до 999, який містить 1000 слів. Він збільшує швидкість запам'ятовування лише в 1.5 рази, тому для звичайного користування надають перевагу двозначним числам, словник якого містить лише 100 слів, хоча на практиці його ефективність майже така сама.
Також варто враховувати власні вподобання для підбору свого словника. Слова мають викликати однозначний образ в уяві, бути позитивними та яскравими. Перед запам'ятовування словника необхідно переглянути запропоновані слова та при потребі замінити складні або неоднозначні на інші відповідники, в яких буде збережений такий самий порядок слідування перших двох приголосних. Наприклад, пару «99 дід» можна замінити на власний варіант «99 дудка», але потрібно врахувати, щоб в словнику не було синонімічних образів таких як «33 мама» та «44 неня», тому що асоціації накладуться і можуть виникнути помилки під час пригадування.

#### Приклад ЦБК
| 00..09                                                                                                 | 10..19 | 20..29 | 30..39                                                                                                 | 40..49 |
| --- | --- | --- | --- | --- |
| 00 СоуС 01 СіЛь 02 Сигара 03 СоМ 04 СіНо 05 СуП 06 Собор 07 СиТо 08 СоВа 09 Суд                        | 10 ЛіС 11 ЛяЛя (дитя) 12 Луг 13 ЛоМ 14 ЛаНь 15 ЛаПа 16 Лоб 17 ЛаТи 18 ЛаВа 19 Лід                              | 20 гуСи 21 гоЛ 22 гіг (флешка) 23 гаМак 24 геН (спіраль ДНК) 25 геПард 26 губи 27 гіТара 28 гаВ (собака) 29 гід                  | 30 М’яСо 31 МиЛо 32 Маг 33 МаМа 34 МоНа Ліза 35 МоПед 36 Меблі 37 М’яТа 38 МяВ (кішка) 39 Мед          | 40 НіС 41 НіЛ (ріка) 42 Нога 43 НеМо (капітан або риба) 44 НяНя 45 НаПій (лимонад) 46 Небо 47 НиТка 48 НиВа 49 Надра |
| 50..59                                                                                                 | 60..69 | 70..79 | 80..89                                                                                                 | 90..99 |
| 50 ПояС 51 ПиЛа 52 Пегас 53 ПуМа 54 ПоНі 55 ПаПа 56 Паб (заклад) 57 П’яТка 58 ПаВа 59 Пуд (гиря 16 кг) | 60 буСи 61 біЛизна 62 біг 63 буМ (барабан) 64 баНя 65 біП (машина) 66 баба 67 біТа 68 биВень 69 будда (статуя) | 70 ТиС (дерево) 71 ТаЛьк (порошок) 72 Тигр 73 ТоМ (книга) 74 ТіНь 75 ТоПоля 76 Тюбик (паста) 77 ТаТу 78 ТоВар (коробка) 79 Тедді | 80 ВіСк 81 ВиЛа 82 Вагон 83 ВиМ’я 84 ВиНо 85 ВеПр 86 Веб-камера 87 ВаТа 88 ВіВальді (скрипаль) 89 Вода | 90 диСк 91 деЛьфін 92 дуга (райдуга) 93 діМ 94 диНя 95 деПо 96 дуб 97 діТи 98 діВа (сузір’я) 99 дід                  |